# Espalem
Espalem là một xã thuộc tỉnh Haute-Loire nam trung bộ nước Pháp. Xã Espalem nằm ở khu vực có độ cao trung bình 634 mét trên mực nước biển.